# Ural (rijeka)
Ural (rus. Урал, kazaški: Жайық, Jayıq ili Zhayyq) znan kao Jaik do 1775. godine, je rijeka koja teče kroz Rusiju i Kazahstan. Izvire u jugoistočnom dijelu gorja Ural, a utječe u Kaspijsko jezero.
Duga je 2428 km. Dio je tradicionalne granice između Europe i Azije.
Izvoire u istočnom dijelu gorja Ural, teče južno kroz Magnitogorsk i oko južnog kraja gorja Ural, kroz Orsk gdje se okreće i teče prema zapadu oko 300 km, do Orenburga, gdje joj se pridružuje rijeka Sakmara. Iz Orenburga nastavlja teći prema zapadu u Kazahstan, zatim skreće južno kod Orala te teče kroz široku ravnu nizinu dok ne dođe do Kaspijskog jezera kod Atyraua.

## Vanjske poveznice
|  | Zajednički poslužitelj ima još gradiva o temi Ural (rijeka) |